# Företagsidentitet
Företagsidentitet (en. corporate identity) är hur en organisation genom sitt eget handlande, kommunikation och grafiska bild inåt och utåt skapar en bild av sig själv, dvs hur organisationen uppfattas av t.ex. kunder, anställda eller investerare. Företagsidentiteten kan liknas den "personlighet" eller karaktär organisationen, t.ex. ett företag, har eller önskar ha.
Företagsidentiteten kan påverkas bl.a. genom namn, logotyp och tillhörande delar som styrs genom riktlinjer. Riktlinjerna rör till exempel vilka färger man använder, layout på material och hur man ska uppträda.
Olivetti tillhör föregångarna inom företagsidentitet och redan under 1930-talet började företaget aktivt skapa en företagsidentitet efter amerikansk förebild vilket återspeglades i produkterna, arkitektur och annonser. 